# 亀岡盆地

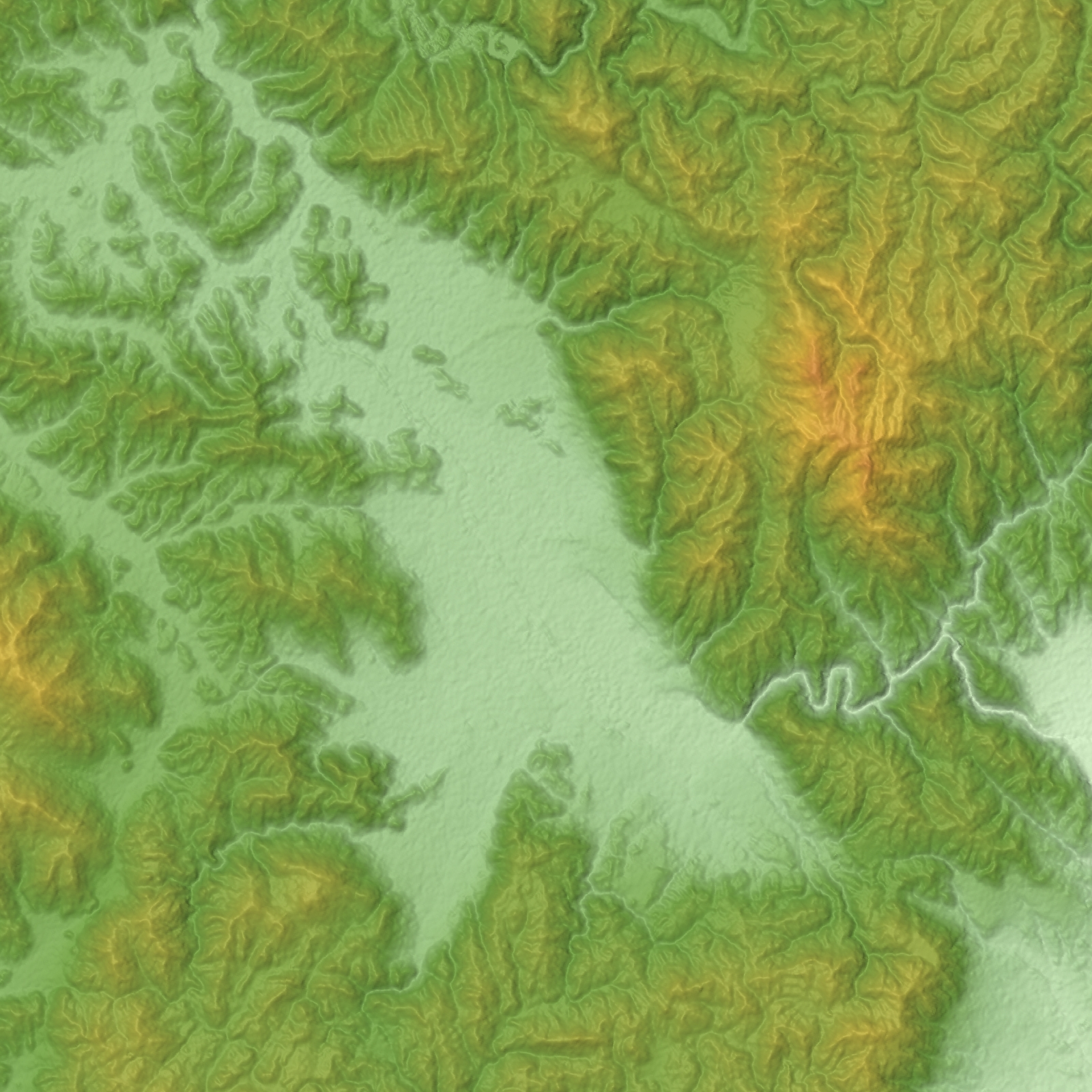
亀岡盆地の地形図

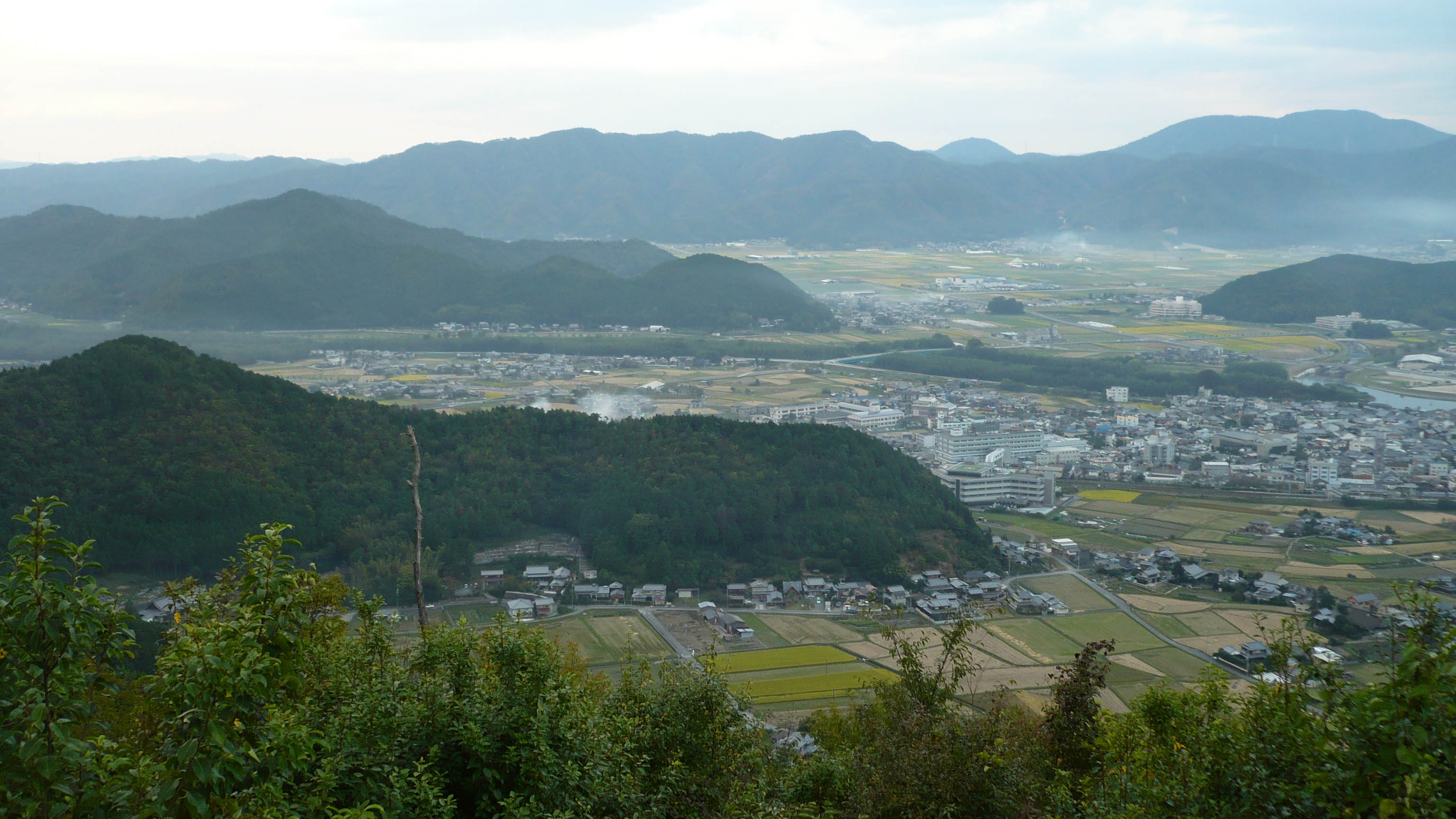
亀岡盆地（八木城より）
中央には八木の町並み

亀岡盆地（かめおかぼんち）は、京都府南部にある盆地。
盆地内には亀岡市と南丹市園部・八木両地区があり、国道9号及び嵯峨野線沿いに人口・産業・商業が集中している。

## 地形
断層角盆地で、中央を桂川（大堰川）が横断する。盆地からの流出口は京都市方面への保津峡のみである。そのため、保津峡の排水能力が限界に達すると保津峡口にある地域、特に地盤の低い南側の亀岡市街地は冠水（湛水洪水）しやすくなっており、近年まで度重なる洪水に見舞われている。現在は上流に日吉ダムができたため、大きな洪水は起こっていない。
また、亀岡盆地の北東部から北部にかけ愛宕山山系が聳え立つため、冬になると霧が頻繁に発生する。このように亀岡盆地は水・霧が溜まりやすい地形となっており、古くは湖であったという伝承（後述）も残っている。

## 特産
産業は農業が中心であり、豊富な地下水で丹波米や丹波産黒豆（紫ずきん）、丹波大納言小豆を産する。近年は、男前豆腐店・湖池屋・虎屋・日清医療食品・雪印メグミルク・理研ビタミン等の食品工業を中心とする企業立地も盛んになっている。

## 湖伝承
亀岡盆地は太古は湖であったと言われ、それに基づく伝承が各地に残っている。

### 地質学的見地
地質学的には、鮮新世・更新世頃まで標高280mほどの湖であったことが確認されており、周辺の山体には一部平らになっている段丘地形も見られる。また、地形と地質から、その後も何度か湖や沼地であった時代が繰り返されたものと考えられている。現在においても、盆地は保津峡がひと度塞がれば湖に戻る地形をなしている。ただし、当地にいつまで湖が残っていたかは定かではない。

### 考古学的見地
考古学的には、口丹波最大の千歳車塚古墳（亀岡市千歳町千歳）を始めとして大小多くの古墳や遺跡が盆地内に残っており、周辺の山に沿った高所に分布している。また、それらは概ね標高100-200mの高台に位置しており、標高100mの水面を持つ湖が示唆される（現在の亀岡市街地で標高は約100m）。

### 蹴裂伝説

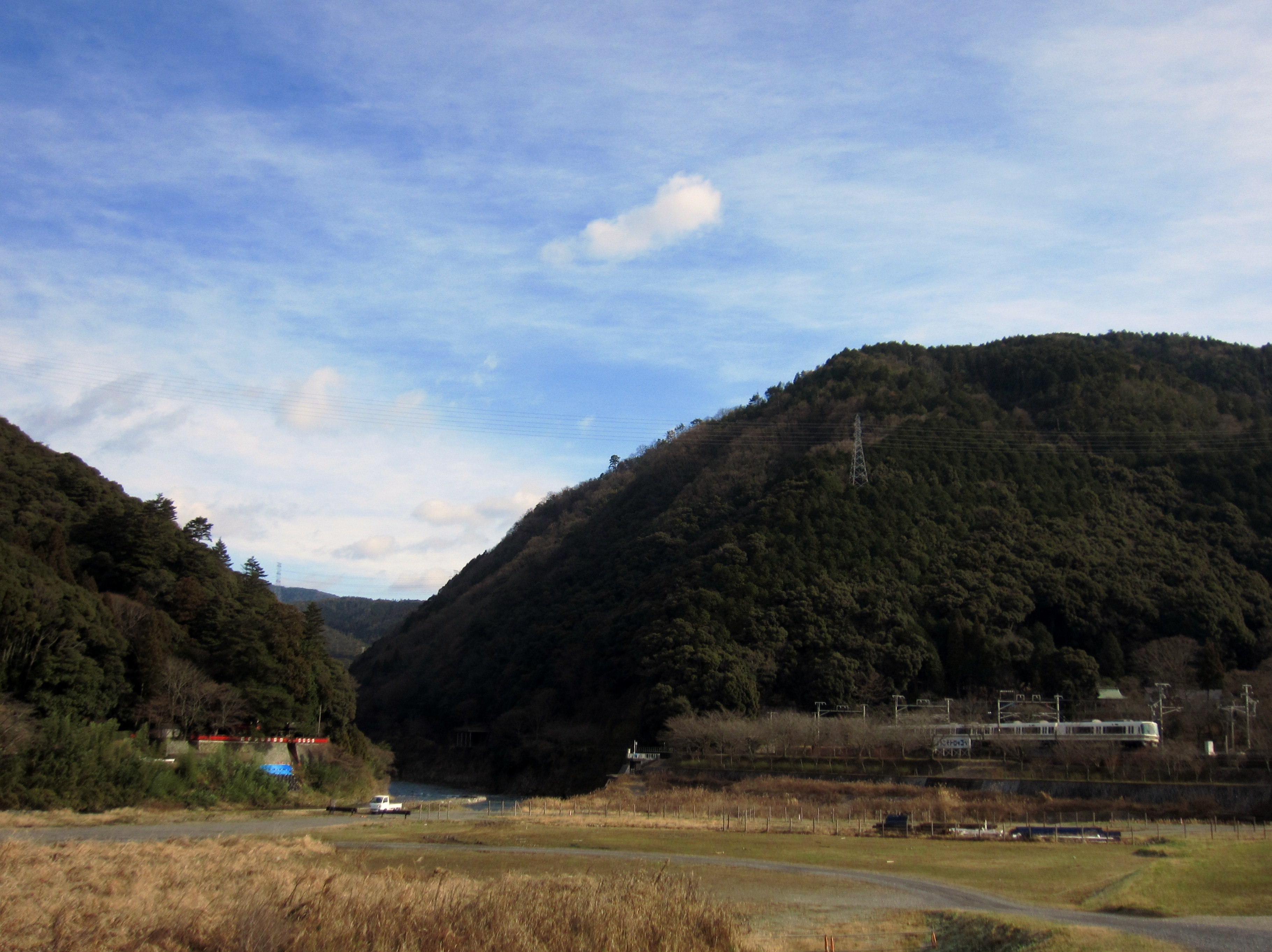
保津峡入り口（開削伝承地）
左岸に請田神社、右岸を走る嵯峨野線の奥に桑田神社が鎮座。

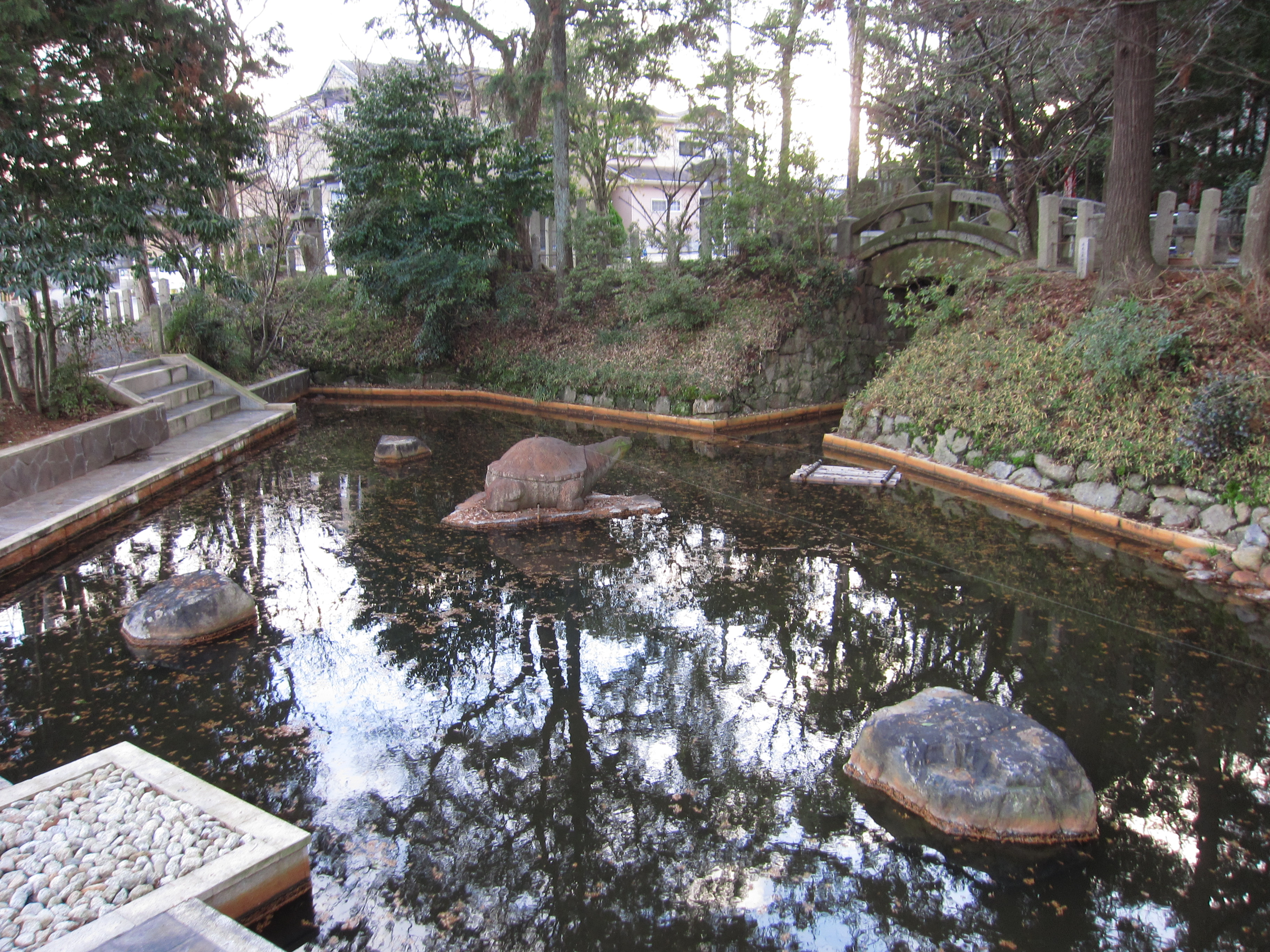
丹の池（大井神社境内）
湖の乾き残りという。

盆地内に残る伝承によると、当地には赤土の泥湖であったという「丹の湖・丹の海（にのうみ）」があったという。また、これに基づき国名の「丹波」も、「風が吹くと湖に丹色（朱色）の波が立った様子」を表したとする説もある。ただしこの国名の由来は一般にはあまり認められず、別説が有力視される。
この湖に関して、出雲神話で有名な大国主命が保津峡（古くは浮田峡）を開削、湖の水を抜き盆地を開拓したという伝承（蹴裂伝説）が、盆地周辺の神社数社で伝わっている。しかしながら有力な文献はほとんど残っておらず、各社の社伝や口伝に拠る所が大きい。そのため、地元の郷土史でもほとんど取り上げておらず、伝承自体も各社で異なっているために統一的な解釈は出ていない。
関係する伝承を有する神社は以下の通り。
- 出雲大神宮（亀岡市千歳町千歳）
名神大社、丹波国一宮。開削の主役である大国主命と、その妻神・三穂津姫命を祀る。地名「保津」は三穂津姫命に由来するともいう[6]。
- 徳神社（亀岡市東別院町神原）
鎮座地の「神原」において神々が談合を行ったとされる[7]。なお、談合は黒柄岳（亀岡市・高槻市境）で行われたという伝承もある[8]。この談合に集まった神々は8柱ともいう[8]。
- 樫船神社（大阪府高槻市田能）
当地で開削を行う際に湖に浮かべる樫の舟が作られたとされる[9]。
- 桑田神社 （亀岡市篠町山本）
式内社。保津峡入り口に鎮座。開削を始めた地とされ、祭神の大山咋神が開削に使った鋤と帯びていた短剣を祀ったとされる[10]。大山咋神が庵を結んでいたとも[11]、「丹波」の語源の1つ「田庭」は、当地の古い地名であるともいう[11]。
- 請田神社（亀岡市保津町立岩）
式内社論社。保津峡入り口、桑田神社の川向うに鎮座。鍬を受けた（うけた = 請田）地とされる[12]。工事費用を「請け負った」ことに由来するともいう[13]。
- 餅籠神社（持籠神社/篭持神社）（所在不明）
当地から籠で土砂を運んだとされる[13]。伝承上の神社で、所在は明らかでない。
- 鍬山神社（亀岡市上矢田町）
式内社。開削に使った鍬が山積みにされた地（鍬山）とされる[8]。鍬を作った地ともいう[9]。
- 大井神社（亀岡市大井町並河）
式内社。想定湖範囲の中心部に鎮座。湖の水が乾き残り「大いなる井戸（大井）」となったとされる[14]。現在、境内に「丹の池」として残る。

以上の説話は全国に残る大国主の国づくりの1つである。同様に太古に湖があったという伝承は、甲府盆地等の日本各地の盆地にも見られる。
なお、後世江戸時代に入り、保津峡は角倉了以によってさらに開削されることとなる。

## 関連文献
（記事執筆に使用していない関連文献）
- 中川和哉「亀岡湖伝説 (PDF)」『京都府埋蔵文化財論集 第8集』京都府埋蔵文化財調査研究センター、2021年。 - リンクは京都府埋蔵文化財調査研究センター。